# Карлче
Карлче (словен. Karlče) — поселення в общині Костанєвиця-на-Кркі, Споднєпосавський регіон, Словенія. Висота над рівнем моря: 149,9 м.